# Castellar (Jaén)
Castellar – gmina w Hiszpanii, w prowincji Jaén, w Andaluzji, o powierzchni 157,36 km². W 2011 roku gmina liczyła 3543 mieszkańców.